# Olga Rozanova
Pour les articles homonymes, voir Rozanova.
Olga Vladimirovna Rozanova (en russe : Ольга Владимировна Розанова), née en 1886 à Melenki près de Vladimir et morte le 7 novembre 1918 à Moscou, est une artiste représentative de l'avant-garde russe, à la fois peintre et sculptrice, proche du mouvement suprématiste.

## Biographie
Elle est née en 1886 à Melenki. En 1904, elle entre à l'école d'art appliqué Stroganov, puis poursuit à l'école d'art d'Ielizaveta Zvantseva.
En 1910, elle devient l'un des membres les plus actifs du groupe Soyouz Molodyozhi (Union de la jeunesse), dont elle écrit le manifeste. La place des femmes dans l'art russe devenait éminente à son époque. Au sein de ce groupe, avec Elena Gouro, elle avance des idées esthétiques fort avancées. Son article « Bases de la nouvelle création et raison de son incompréhension » est publié dans le troisième almanach de l'Union de la jeunesse.
Elle a conscience de vivre une époque de transition durant laquelle l'art s'est affranchi de la nature pour créer librement. Mais avec le temps, l'énergie créatrice qui était apparue grâce à cette libération s'affaiblit ; la technique devient alambiquée  et les formes se figent dans la répétition. Il en résulte peu à peu une déliquescence que Rozanova  dit retrouver dans les expositions de « Mir Iskousstva » et de l'« Union des peintres russes ». L'avant-garde doit apporter de nouveaux principes : dynamisme, volume, rythme, rapports de couleurs. L'art nouveau doit se libérer de tout côté narratif, littéraire ou social. 
La répétition est à proscrire par les artistes et, selon Olga, « l'identité est l'apothéose de la vulgarité »,.
Elle a d'ailleurs créé autant dans les domaines de la peinture, de la construction tridimensionnelle, du textile et de la conception de vêtements que dans ceux de la poésie et de la rédaction d'articles pour des journaux contemporains.
En 1912, elle se rapproche du courant futuriste russe, et se lie d'amitié avec Velimir Khlebnikov et Alexeï Kroutchenykh, qu'elle épouse dans la même année.
De 1913 à 1917, elle illustre 19 livres, principalement écrits par son mari ; elle sera l'unique artiste de l'Avant-Garde russe à se dédier à l'illustration de livres.
Elle rejoint le suprématisme en 1916 et sous l'impulsion de Kasimir Malevitch, développe un style de peinture qui confine à l'abstraction. La même année, elle participe à l'expérience communautaire artistique du village ukrainien de Verbovka, initiée par Natalia Davidova et Nina Genke-Meller.
En 1917-1918, elle se lance dans une série de compositions qu'elle appelle « tsv’etopis’ » (en français : « représentations non objective »), dont est issue entre autres la célèbre composition La Raie verte (1917), travaux qui anticipent l'expressionnisme abstrait.
Elle meurt prématurément, en 1918, des suites d'une diphtérie.

## Œuvres

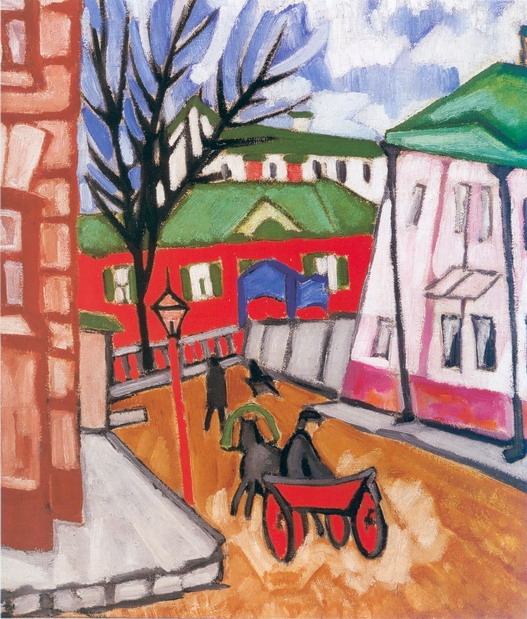
Le conducteur (1910)
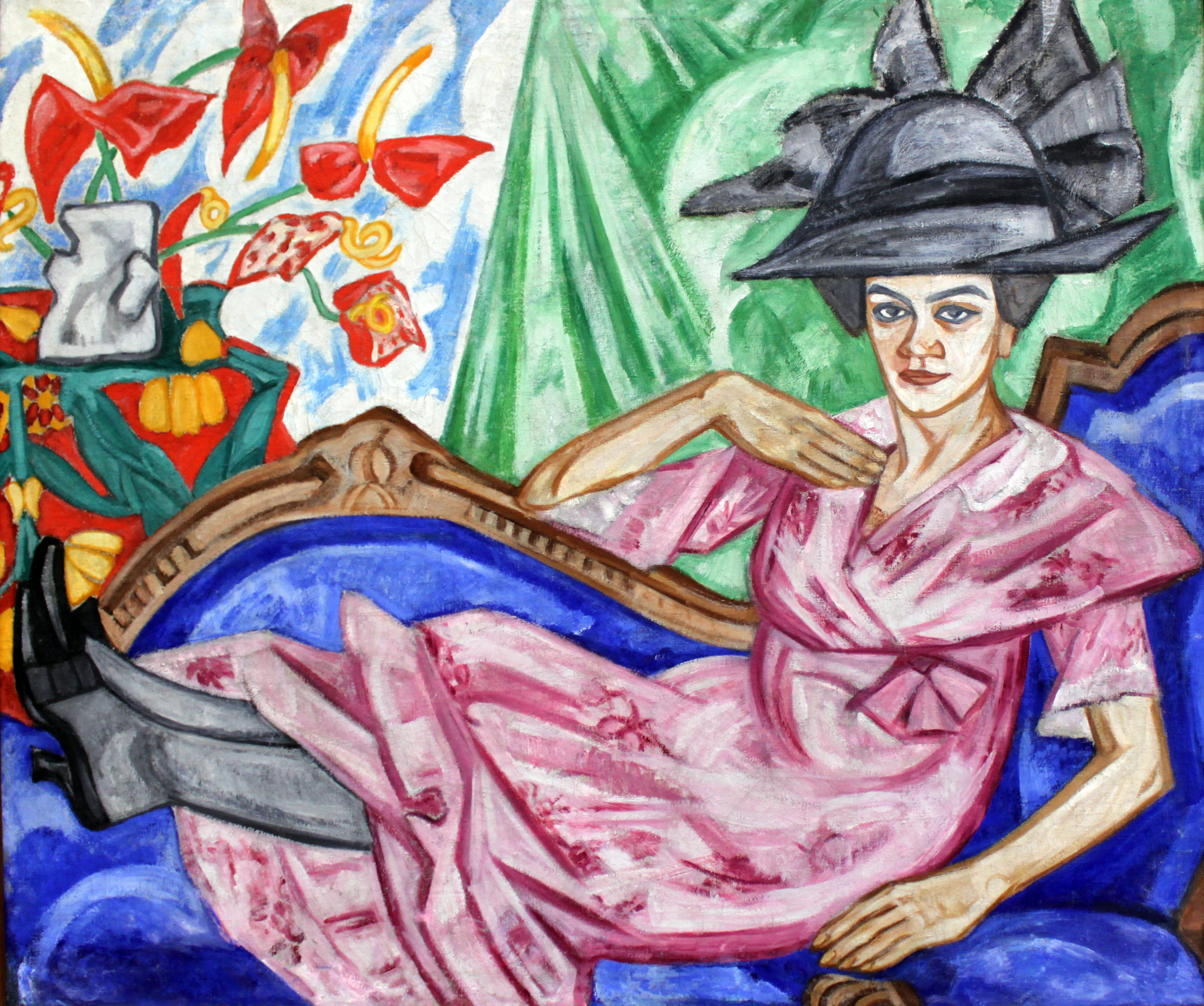
Portrait de ma sœur Anna Vladimirovna Rozanova (1912)
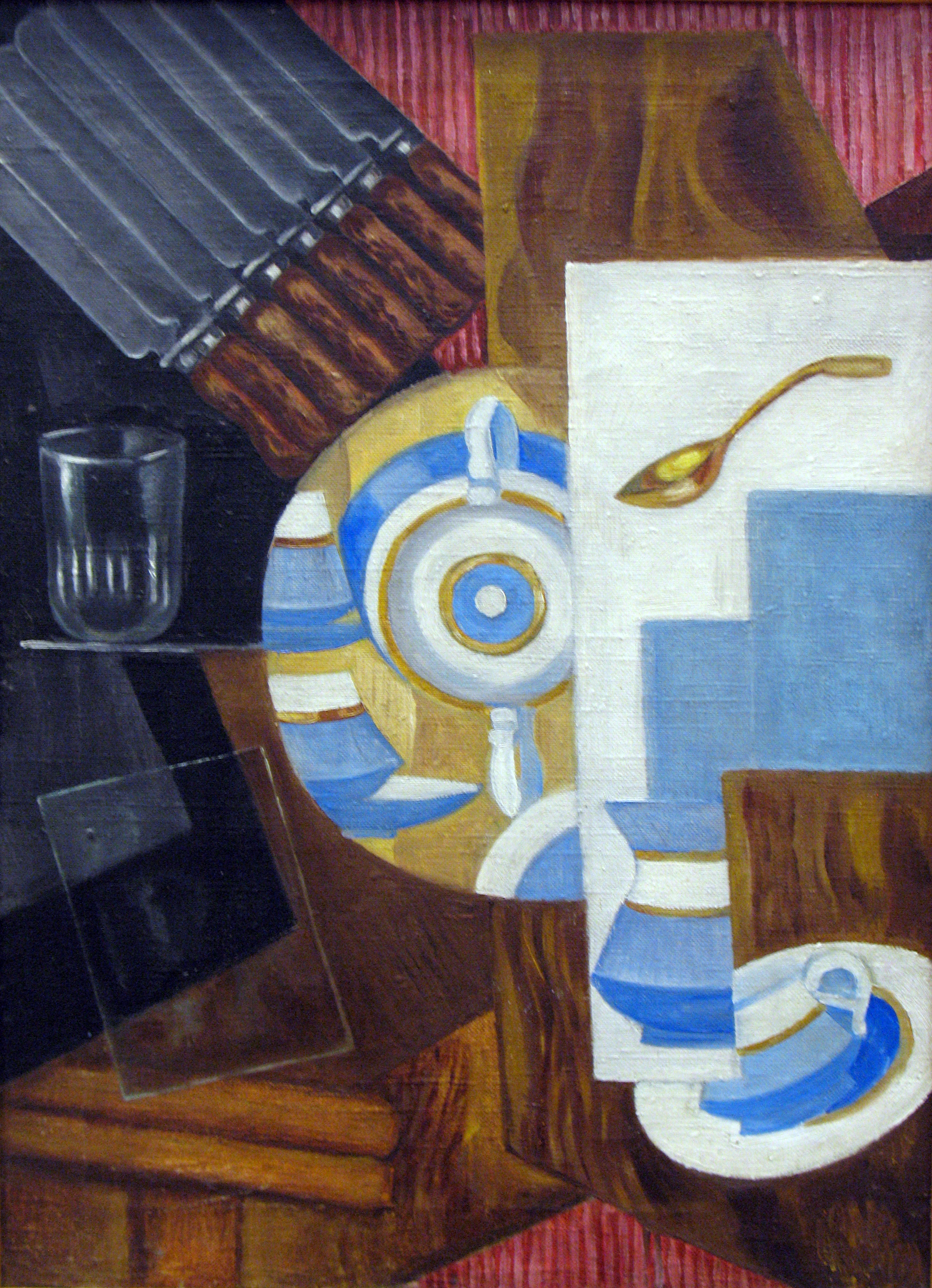
Vaisselle (1915)
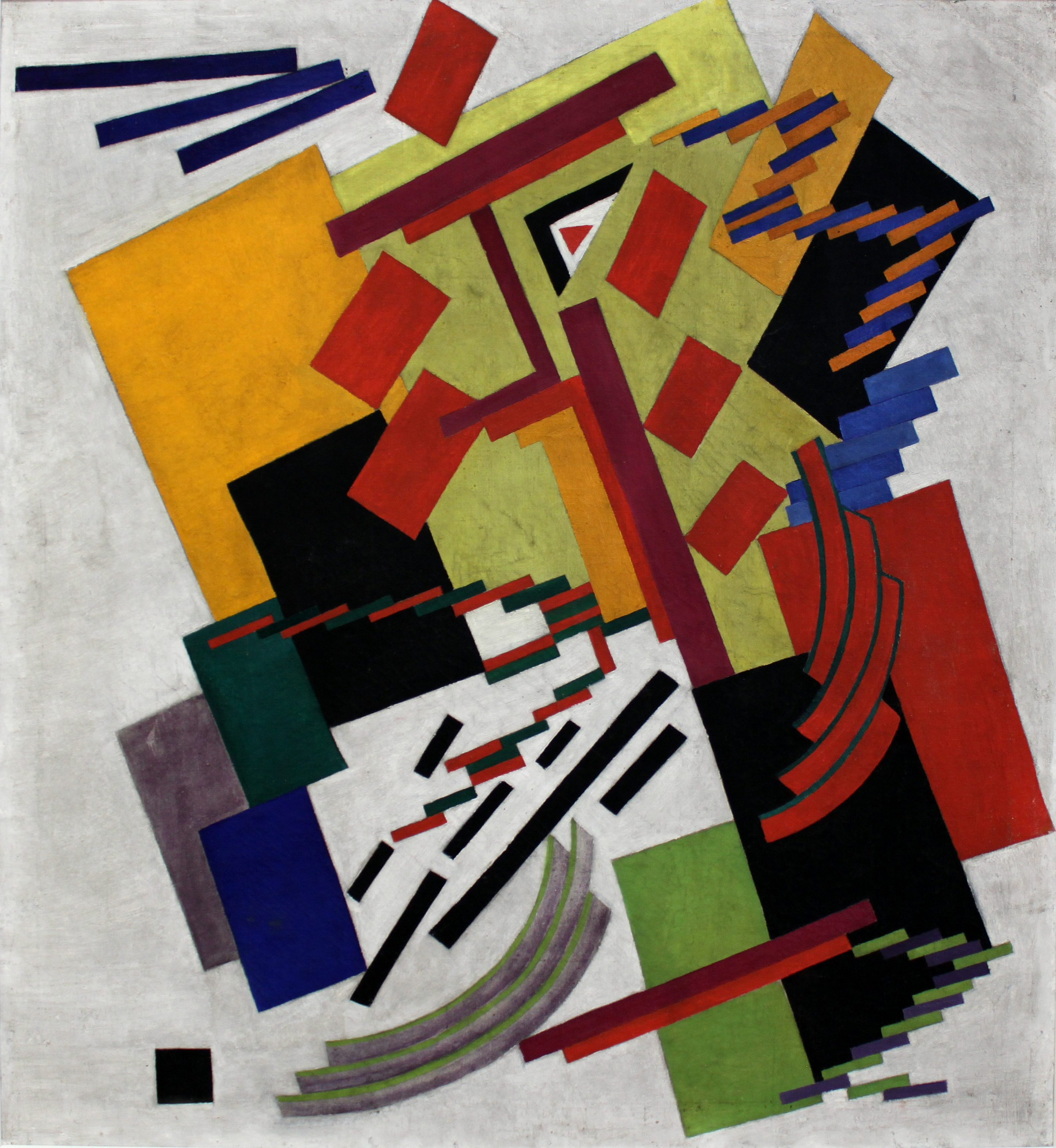
Composition (1916)
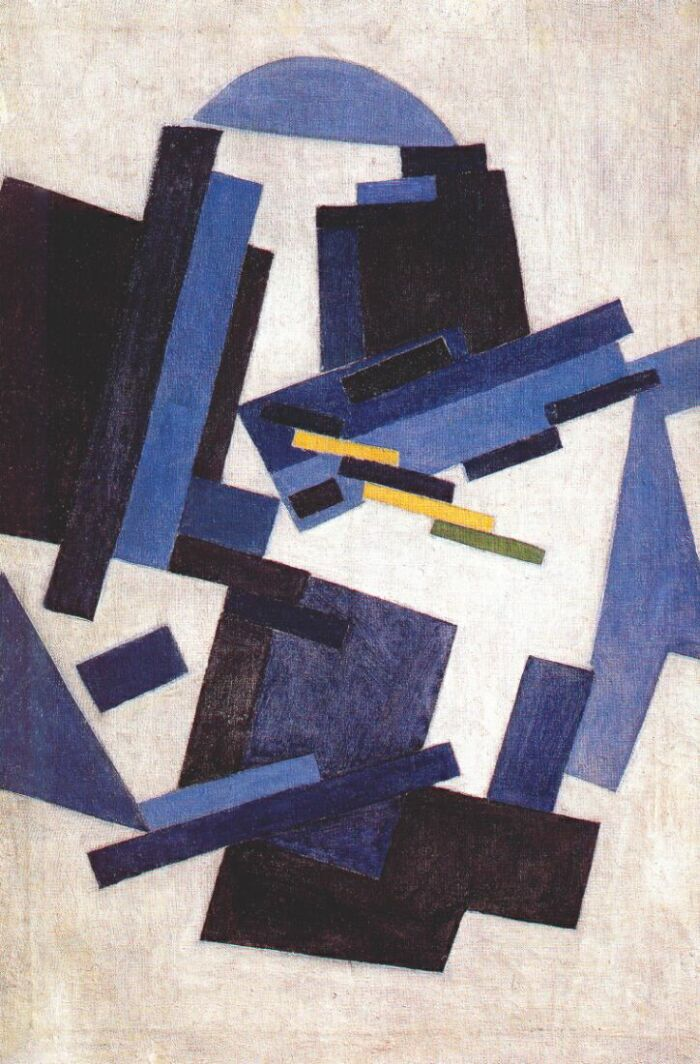
Suprême (1916-1917)
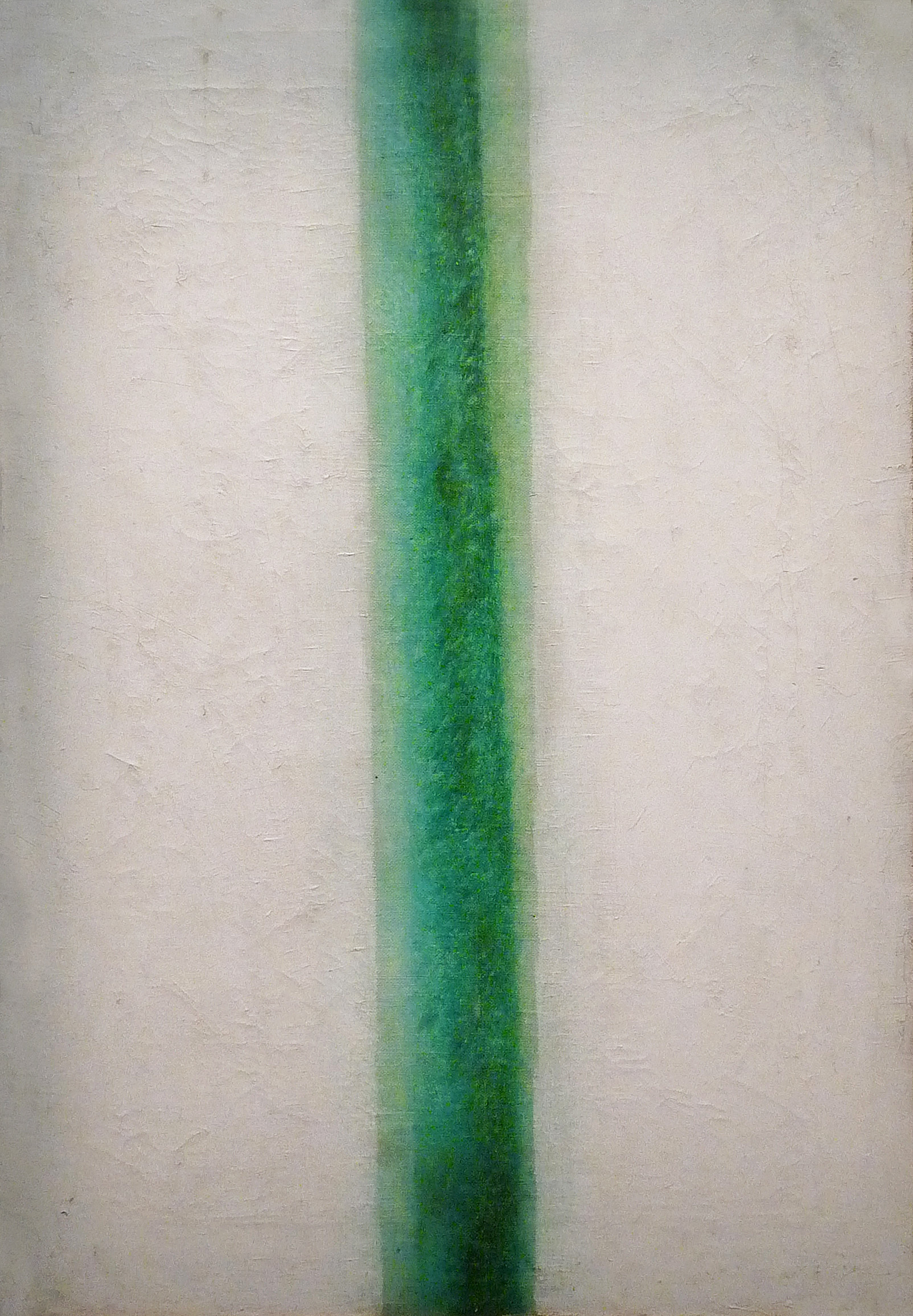
« La Raie verte » (1917)
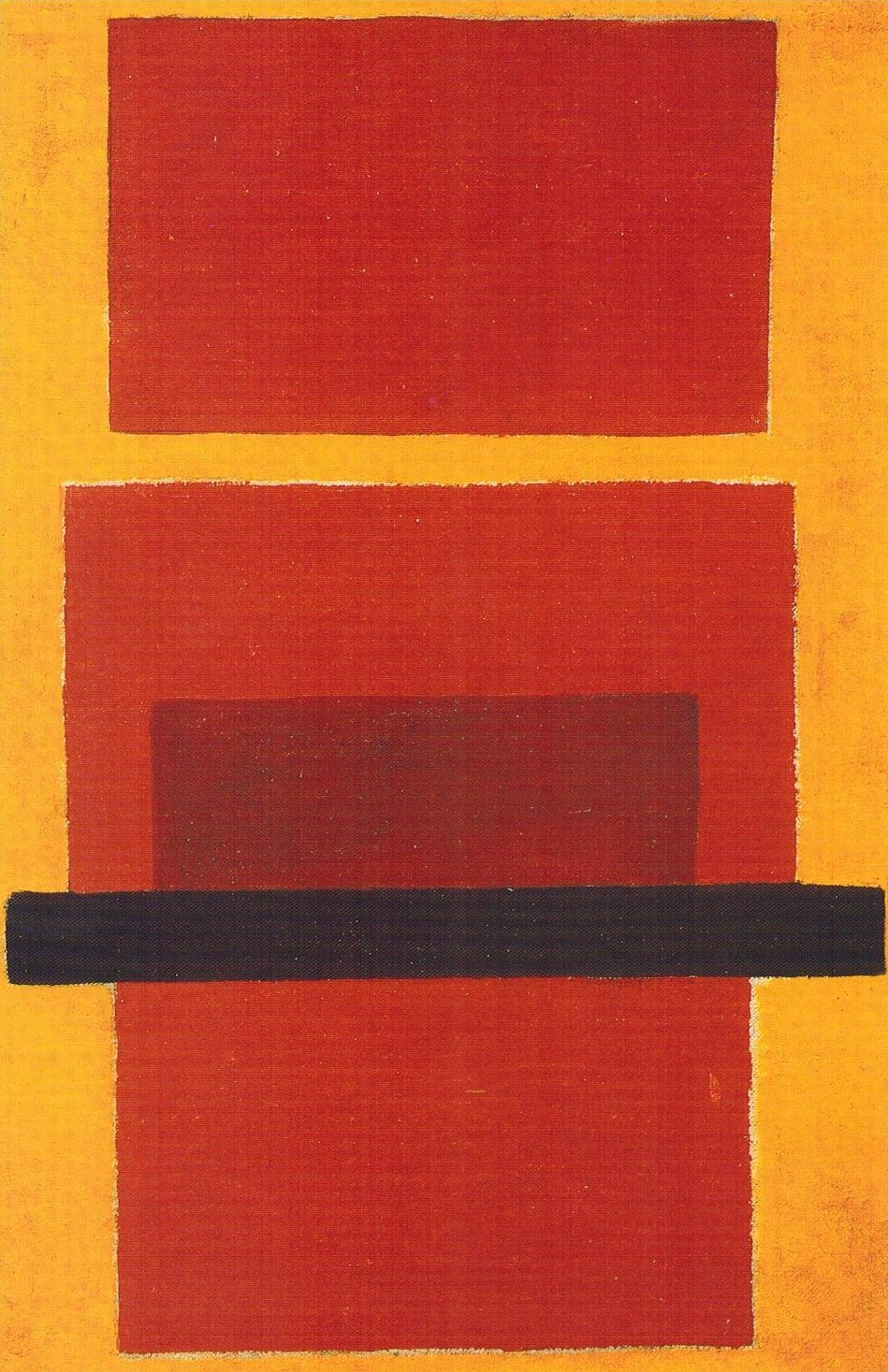
Composition (1917)